# Стоп корупції
Всеукраїнська громадська організація «Стоп корупції» — українська неприбуткова громадська організація, яка провадить громадські антикорупційні розслідування і правозахисну діяльність з метою запобігання зловживанню владою, протидії корупції і сприяння демократичним перетворенням в Україні.

## Місія та методи діяльності
Як зазначає ГО «Стоп корупції», її місія — зробити владу відповідальною і підзвітною громадянам, зменшити рівень корупції в органах державної служби.
Для втілення своєї місії організація активно залучає місцевих громадських активістів до правозахисної діяльності, проводить антикорупційні розслідування, має низку публікацій з антикорупційної тематики на власних інформаційних ресурсах і проводить кампанії адвокації, присвячені демократичним реформам і подоланню корупції.

## Структура організації та фінансування
За даними Єдиного державного реєстру юридичних осіб, фізичних осіб-підприємців та громадських формувань України (станом на 26 січня 2021 року на сайті Міністерства юстиції України) організація має центральний офіс, зареєстрований у Києві, і понад 60 філій, які розташовані в усіх регіонах України.
Організація повідомляє, що головним джерелом фінансування її діяльності є членські внески, доходи від авторських прав на журналістські публікації, гранти на виконання проектів від донорських організацій, добровільні пожертвування і безповоротна фінансова допомога.

## Засновники та органи управління
Серед засновників організації є Роман Бочкала і Богдан Хмельницький, які також є членами правління організації. Голова правління — Ігор Бондарчук. Три зазначені особи складають керівний орган організації — правління.

## Історія організації
ГО «Стоп корупції» зареєстрована 12 серпня 2015 року. У 2015 році вона підтримала ініціативу Київської обласної державної адміністрації «STOP корупції в Київській області» і працювала переважно в Києві та у Київській області.
У 2017 році організація поширила свою діяльність на більшість регіонів України й відкрила свої відокремлені підрозділи у 20 містах.
У 2016—2018 роках ГО «Стоп корупції» була членом Глобальної мережі розслідувальної журналістики (ГМРЖ). Підставою для членства була наявність у цей час у складі громадської організації спеціального підрозділу з журналістами-розслідувачами, які згодом були виведені зі складу організації.
Протягом 2016—2018 років представники ГО «Стоп корупції» працювали у складі Ради громадського контролю Національного антикорупційного бюро України. У 2020 році представник організації Роман Литвин увійшов до складу Громадської ради при Національному агентстві з питань запобігання корупції.
У грудні 2020 року організація долучилась до антикорупційної ініціативи Глобального договору ООН в Україні.
У лютому 2023 року організація долучилась до створення антикорупційної ради при Міністерстві оборони України.
У 2023 році ГО «Стоп корупції» впровадила грантовий проєкт на тему відновлення за фінансової підтримки «Black Sea Trust for Regional Cooperation» (що є проєктом «German Marshall Fund of the United States»). Назва проєкту: «Громадський і медійний контроль за відновленням зруйнованих війною українських міст».
У 2024 році ГО «Стоп корупції» змінила назву на «Всеукраїнська громадська організація „Стоп корупції“».

## Критика і конфлікти

### Виключення з ГМРЖ
Протягом 2018 року ГО «Стоп корупції» посилила правозахисну й адвокаційну діяльність, внаслідок чого функціонування підрозділу з розслідувальної журналістики в організації, яка одночасно провадить адвокаційну діяльність, стало неприйнятним через можливий конфлікт інтересів. Тому Рада директорів Глобальної мережі розслідувальної журналістики у вересні 2018 року призупинила членство ГО «Стоп корупції» в мережі, і усі розслідувальні проекти ГО «Стоп корупції» були виведені в іншу організацію — «Інформаційне агентство „СтопкорТВ“».
Посилаючись на рішення Глобальної мережі розслідувальної журналістики, український журналіст Олександр Курбатов у статті на «Детектор медіа» звинуватив проект журналістських розслідувань «Стоп корупції» у непрофесійності. Оскільки у статті не була представлена точка зору сторони обвинувачення, незабаром ГО «Стоп корупції» зробила власну заяву в якій пояснила, що наведені журналістом публікації «Стоп корупції» не є розслідуваннями, натомість вони відповідають жанру «правозахисної журналістики».

### Будівництво «Патріотики на озерах» в Києві
У 2018 році у Києві загострився багатосторонній конфлікт, до якого були залучені забудовник «Патріотики на озерах» банк «Аркада», місцеві мешканці, які виступили проти нового будівництва, інвестори-люди, які вже купили тут житло і вимагають продовжити будівництво, а також низка громадських організацій. Протягом травня-серпня 2018 року біля будмайданчиків сталися масові зворушення і бійки учасників протестів з використанням спеціальних засобів — щитів, гумових кийків і зброї. За результатами подій ГО «Стоп корупції» у травні 2018 року опублікувала свідчення нападу активістів ГО «Національні дружини» та ГО «Національний корпус» на охоронців та робітників, які перебували на будмайданчику й отримали тут важкі тілесні ушкодження. З іншого боку у вересні 2018 року «Національний корпус» скритикував ГО «Стоп корупції» у підтримці чинної на той момент влади і відстоюванні інтересів забудовника.

## Цікаві факти
У 2016 році організація провела розслідування схем розкрадання лісу з зони відчуження Чорнобильської АЕС. Розслідування набуло світового резонансу, а квітні 2016 року журналіст Andrew E. Kramer у великій статті у New York Times розповів про проблеми корупції у зоні відчуження ЧАЕС на підставі розслідування журналістів «Стоп корупції».
У 2017 році журналісти ГО «Стоп корупції» Олександр Мамай і Наталя Мальцева стали переможцями першого Конкурсу журналістських розслідувань імені Василя Сергієнка у номінації «Найкраще телевізійне розслідування» з сюжетом «Корупційні схеми незаконного видобутку піску у Київській області», який вийшов на 5 каналі національного телебачення.

## Проєкти організації
- Моніторинг місцевих виборів в Україні у 2020 році.[39][40][41][42]
- Медіа моніторинг і моніторинг порушень виборчого законодавства під час парламентських виборів в Україні в 2019 році.[43][44]
- Моніторинг порушень виборчого законодавства під час президентських виборів в Україні в 2019 році.[45][46]
- 2017—2019 роки: «Залучення місцевих громад у антикорупційні адвокасі-кампанії за допомогою антикорупційних громадянських розслідувань, нагляду та громадянської освіти» за підтримки Антикорупційної ініціативи Європейського союзу.[47][48][49]
- 2018—2019 роки: «Професіоналізація громадянської розслідувальної журналістики в регіонах України» за підтримки Посольства США в Україні.[50][51]
- 2018 рік: «Інформаційно-аналітичне ток-шоу „Час можливостей“» спільно з 5 каналом національного телебачення за підтримки ПР ООН.[52][53]
- 2017 рік: «Громадський моніторинговий офіс у м. Святогірськ» за підтримки Центру Політико-правових реформ і Програми МАТРА Королівства Нідерландів в рамках проекту «Посилення спроможності організацій громадянського суспільства в регіонах України впливати на органи державної влади та місцевого самоврядування з метою прискорення реформ».[54][52]
- Програми «Стоп корупції» у телевізійному форматі виходили щотижнево у прайм-тайм на 5 каналі національного телебачення (протягом 2015—2019 років)[55] і на каналі «Правда тут»[56][56]. На початку 2020 року організація повністю перейшла на незалежні цифрові платформи поширення медійної продукції.[57]